# 393 до н. е.

## Події
- До влади в Македонії прийшов цар Амінта II.
- Конон і Фарнабаз припливли до материкової Греції, де здійснили набіг на узбережжя Лаконії і захопили острів Кіферу.
- В Римі консул Луцій Валерій Потіт.
- Фараон Псаммутес.
- В Сицилії висаджується нова карфагенська армія. В битві при Алакені Діонісій I завдає їй поразки.

## Померли
- 5 вересня — Імператор Косьо, 5-й імператор Японії, синтоїстське божество, легендарний монарх.
- Гай Юлій Юл — політичний та військовий діяч Римської республіки.
- Павсаній — македонський цар, якого у боротьбі за владу вбив Амінта II.